# Załuże (rejon bereski)
Załuże (biał. Залужжа; ros. Залужье) – wieś na Białorusi, w obwodzie brzeskim, w rejonie bereskim, w sielsowiecie Malecz.
Należało do ekonomii prużańskiej. W dwudziestoleciu międzywojennym leżało w Polsce, w województwie poleskim, w powiecie prużańskim.